# Crocodylus suchus
Il coccodrillo del deserto o coccodrillo dell'Africa occidentale (Crocodylus suchus, Geoffroy, 1807) è un rettile appartenente alla famiglia dei Crocodilidi.

## Tassonomia
La specie è stata classificata da Étienne Geoffroy Saint-Hilaire nel 1807, scoprendo le differenze tra i teschi di un coccodrillo del deserto mummificato e uno del coccodrillo del Nilo. Questa specie è stata considerata a lungo come una sottospecie del coccodrillo del Nilo, ma uno studio del 2011 ha dimostrato che tutti i coccodrilli mummificati egiziani esaminati appartenevano a una specie diversa.

## Rapporti con l'uomo
È stato allo stesso tempo odiato e venerato dagli uomini, in particolare in Egitto, dove i coccodrilli erano mummificati e adorati. Gli antichi Egizi adoravano Sobek, dio coccodrillo associato alla fertilità, protezione, e alla potenza del faraone. 
Secondo Erodoto, nel V secolo a.C., alcuni egiziani avevano coccodrilli come animali da compagnia. Essi erano consapevoli della differenza tra il coccodrillo del deserto e il coccodrillo del Nilo, il C. suchus essendo più piccolo e maneggevole, era più facile da catturare e domare.

## Distribuzione e habitat
Come dice il nome, è diffuso nell'Africa occidentale, anche se non è l'unica specie: questa parte del continente è abitata anche dal ben più conosciuto e imponente coccodrillo del Nilo (Crocodylus niloticus), con cui è spesso confuso, data la somiglianza e che, per molto tempo, ne è stato considerato la stessa specie; poi la zona è popolata anche dal coccodrillo nano (Osteolaemus tetraspis), o osteolemo, più piccolo.